# Кодже (станция метро)
«Кодже» (кор. 거제) — подземная станция Пусанского метро на Третьей линии. Она представлена двумя боковыми платформами. Станция обслуживается Пусанской транспортной корпорацией. Расположена в квартале Кодже-дон административного района Йондже-гу города-метрополии Пусан (Республика Корея). На станции установлены платформенные раздвижные двери.
Станция была открыта 28 ноября 2005 года.
Станцией метро не связана с одноименной ж/д станцией линии Тонхэ-Намбу (Пусан — Пхохан), открытой 2 июля 1941 года.
Рядом с станцией расположены:
- Администрация квартала Йонсан 5(о)-дон
- Перекрёсток Йонсан
- Перекрёсток Кёдэ
- Администрация Кодже 2(и)-дон
- Городской суд Пусана
- Городская прокуратура Пусана
- Пусанский спортивный комплекс